# 口傳精液

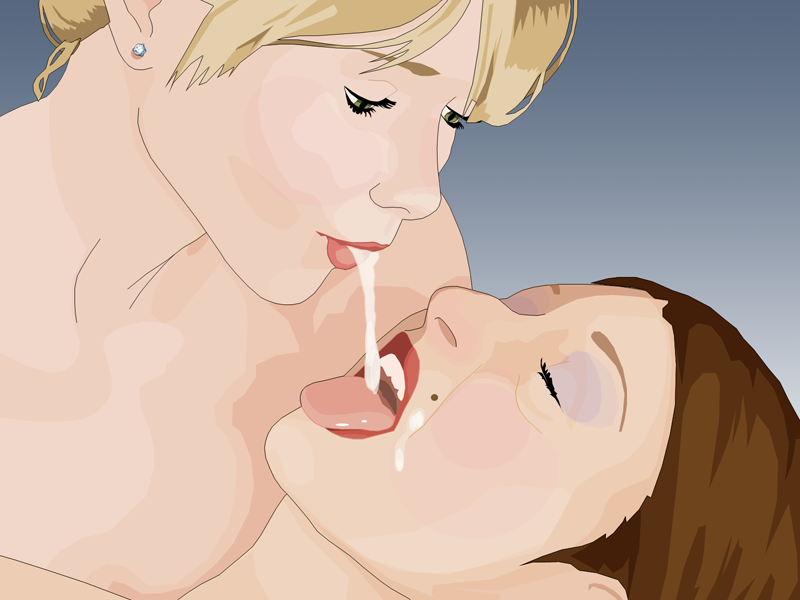
口傳精液

口傳精液是指在性行为过程中，口含他人的精液然后传给另一个或第三人的口中（常通过接吻或吐出）的动作。有研究者认为口傳精液原本只用在同性戀。在异性恋中，为男人口交的女性可口傳精液（混合着唾液）给她的性伙伴，彼此口傳精液交换好几次称滚雪球（英語：snowballing），多数异性恋男性對进行口傳精液感到不適。口傳精液常被用於两人以上参与的色情攝影。

## 脚注
1. ↑  （英文）Eric Partridge. Tom Dalzell, Terry Victor , 编. . Routledge. 2007: 600  [2012-12-25]. ISBN 978-0-415-21259-5. （原始内容存档于2013-10-02）.
2. ↑  Savage, Dan. . Savage Love'. 2003-04-24  [December 7, 2008]. （原始内容存档于2006-03-21）.
3. ↑  Savage, Dan. . Savage Love. 1999-10-07  [2008-12-07]. （原始内容存档于2005-11-12）.
4. ↑  參見 性高潮後病情症候群：2011年的研究指出，以稀釋了的精液，向受訪者進行皮膚敏感測試，結果九成人出現過敏反應。
5. ↑  Lachowski, Frank. . Phillip Reeves. 2010.